# Jestem Franky
Jestem Franky (hiszp. Yo soy Franky 2015-2016) – kolumbijska telenowela stworzona przez Marcela Citterio. Polską wersję czołówki śpiewała Ewelina Lisowska. Premiera serialu miała miejsce 28 września 2015 na latynoamerykańskim Nickelodeon. W Polsce serial miał premierę 14 lutego 2017 na antenie Nickelodeon.

## Bohaterowie
| Bohater(ka)                        | Aktor(ka)               | Informacje                                                                                             |
| ---------------------------------- | ----------------------- | --- |
| Franky Andrade                     | Maria Gabriela de Faria | Prototyp FR4NK13, dziewczyna Christiana. W sezonie 2b traci pamięć                                     |
| Christian Montero                  | Martin Barba            | chłopak Franky, kolega z klasy, w sezonie 2B android, prototyp „CHR1S”                                 |
| Roby Mejía                         | Eduardo Pérez           | android, prototyp „R0B1”                                                                               |
| Tamara Franco                      | Danielle Arciniegas     | Wróg Franky, w sezonie 2A dziewczyna Andresa                                                           |
| Iván Villamil                      | Lugo Duarte             | Chłopak Loli, znajomy Franky                                                                           |
| Dolores „Loli” Rivas               | Kristal                 | koleżanka z klasy Franky, dziewczyna Ivana                                                             |
| Delfina Montero                    | Alejandra Chamorro      | siostra Christiana, przyjaciółka Franky, w sezonie 2A dziewczyna Mariano                               |
| Mariano Puentes                    | Emmanuel Restrepo       | kolega z klasy Franky, w sezonie 2A chłopak Delfiny                                                    |
| Clara Andrade                      | María José Pescador     | siostra Franky, przyjaciółka, a później dziewczyna Benjamina                                           |
| Benjamín Franco                    | Brandon Figueredo       | brat Tamary, przyjaciel, a później chłopak Clary                                                       |
| Sofía Andrade                      | Paula Barreto           | mama Franky i Clary, Prezes E.G.G                                                                      |
| Wilson Andrade                     | Jorge López             | tata Franky i Clary, pisarz                                                                            |
| Paul Mejía                         | George Slebi            | tata Robbiego, kolega z pracy Sofii, mąż Margarity                                                     |
| Segundo Mejía                      | George Slebi            | dyrektor szkoły (2a sezon)                                                                             |
| Margarita Montero de Mejía         | Jimena Durán            | mama Christiana i Delfiny, od sezonu 2A Żona Paula, właścicielka Cyber Byte                            |
| Ramón Puentes                      | José Manuel Ospina      | tata Mariano, dozorca budynku Franky                                                                   |
| Dulce (Dwunasta)                   | Viviana Santos          | android, prototyp „D0C3”, dziewczyna Robbiego, pomagierka Robbiego Andromaxa                           |
| Andrés (Trzynasty)                 | Andrés Mercado          | android, prototyp „TR3C3”, chłopak Tamary                                                              |
| Kassandra Ramírez                  | Natalia Durán           | „mama” dwunastej i trzynastego (Doce i Trece) w sezonie 2B zniknęła i nikt nie wie gdzie się podziewa. |
| Lorenzo Bravo                      | Christian McGaffney     | Główny lider Ligi Anty-robotycznej i dyrektor szkoły (2 sezon cz.2)                                    |
| Luz Sofía prototyp „708” / „S0F14” | Isabella Castillo       | Android z przyszłości, „przyjaciółka” Franky                                                           |
| Dóminus                            | Juan Manuel Lenis       | Przywódca Luz                                                                                          |
| Benito Franko                      | Juan Pablo Obregon      | Tata Tamary i Benjamina, biznesmen                                                                     |
| Elizabeth Manotas                  | Alina Lozano            | Była dyrektorka szkoły, dziewczyna Ramona z sezonu 1, pod koniec serialu znów są razem                 |
| Matylda                            | Yuly Pedraza            | Nauczycielka ucząca w klasie Franky                                                                    |
| Ines                               | Maria Margarita Giraldo | Mama Sofii i babcia Franky i Clary                                                                     |
| Emilia Andrade                     | Maria Eugenia Penagos   | Mama Wilsona, druga babcia Franky i Clary                                                              |
| Briggite Barrios de Meija          | Ana Maria Kamper        | Mama Paula i Segunda, jest naukowcem była również chwilową prezeską EEG                                |
| Charlie                            | QuingQue San Martin     | Prezes EEG w sezonie 1, antagonista sklonował Roby’ego i Franky.                                       |

## Wersja polska
Wersja polska: na zlecenie Nickelodeon Polska – Master Film
Reżyseria:
- Andrzej Chudy (odc. 1-6, 13-18, 31-42, 49-54, 58-60),
- Jacek Kopczyński (odc. 7-12, 19-30, 43-48, 55-57),
- Agata Gawrońska-Bauman,
- Elżbieta Jędrzejewska (odc. 121-160)

Tłumaczenie:
- Antonina Kasprzak (odc. 1-3, 7-9, 12-15, 19-21, 25-26, 29-30, 33-35, 39-41, 45-47, 51-53, 57-58),
- Patrycja Miljević (odc. 4-6, 10-11, 16-18, 22-24, 27-28, 31-32, 36-38, 42-44, 48-50, 54-56, 59-60)

Dialogi polskie:
- Antonina Kasprzak (odc. 1-3, 7-9, 12-15, 19-21, 25-26, 29-30, 33-35, 39-41, 45-47, 51-53, 57-58),
- Bartek Fukiet (odc. 4-6, 10-11, 16-18, 22-24, 27-28, 31-32, 36-38, 42-44, 48-50, 54-56, 59-60)

Tekst piosenki: Andrzej Brzeski
Dźwięk i montaż:
- Krzysztof Podolski (odc. 1-6, 13-18, 31-42, 49-54, 58-60),
- Aneta Michalczyk (odc. 8-12, 19-30, 43-48, 55-57),
- Jacek Osławski,
- Barbara Jelińska

Kierownictwo muzyczne: Adam Krylik
Kierownictwo produkcji: Katarzyna Fijałkowska
Nadzór merytoryczny: Katarzyna Dryńska
Wystąpili:
- Dominika Sell – Franky
- Waldemar Barwiński –
  - Paul Mejía,
  - Segundo Mejía
- Barbara Garstka – Delfina Montero
- Maciej Kosmala – Iván Villamil
- Agnieszka Kunikowska – Sofia Andrade
- Kamil Pruban – Christian Montero
- Paulina Łaba – Tamara Franco
- Maciej Zuchowicz – Mariano Puentes
- Sara Lewandowska – Clara Andrade
- Olaf Marchwicki – Benjamin Franco

W pozostałych rolach:
- Andrzej Chudy – Wilson Andrade
- Klaudiusz Kaufmann – Charlie
- Przemysław Bluszcz – Ramon Puentes
- Katarzyna Tatarak – pani dyrektor
- Bożena Furczyk – nauczycielka w klasie Franky (odc. 1-45, 61-130)
- Anna Wodzyńska – Margarita Montero, mama Christiana
- Maksymilian Bogumił –
  - Pancho (odc. 3, 11, 31),
  - dziennikarz (odc. 49),
  - Bruno (odc. 73-75),
  - Ricky (odc. 125)
- Jacek Kopczyński – Roby
- Beata Wyrąbkiewicz – Loli Rivas
- Izabella Bukowska-Chądzyńska –
  - mama Loli,
  - Sabrina
- Zuzanna Jaźwińska – Carolina „Caro A” Aguilar
- Ewa Kania – Babcia Emilia (odc. 11-12, 79-80)
- Przemysław Glapiński –
  - Dominus,
  - Carlos (odc. 14-15)
- Piotr Zelt – dr Surikata (odc. 19-21)
- Julia Kołakowska-Bytner – Barbara (odc. 22)
- Janusz Wituch – Iñaki Elizalde (odc. 24)
- Grzegorz Kwiecień – Alan (odc. 32-33, 58-60)
- Kinga Tabor – Brigette Barrios de Mejía (odc. 34, 116-117)
- Agata Gawrońska-Bauman – Rosali Cohen (odc. 35-36)
- Grzegorz Wons – Ramirez de Velasco (odc. 43)
- Mateusz Narloch –
  - Andy (odc. 44-45),
  - Rodrigo LeBlanc (odc. 90-92)
- Marta Dobecka – nauczycielka w klasie Franky (odc. 46)
- Artur Kaczmarski – Benito Franco
- Monika Węgiel-Jarocińska – Agatha Conde (odc. 51, 53-54, 57)
- Agata Paszkowska –
  - Dwunasta / Dulce,
  - Vicky (odc. 53)
- Tomasz Olejnik – Trzynasty / Andres
- Aleksandra Radwan – Ariana (odc. 53)
- Ewa Serwa – Asusena, babcia Christiana i Delfiny (odc. 56)
- Anna Gajewska – Rosana
- Kim Grygierzec –
  - Gabriela,
  - Manuela
- Paweł Ciołkosz – Santiago
- Piotr Bajtlik – Lorenzo Bravo
- Karolina Bacia –
  - Noelia,
  - Francisca (odc. 145-146)
- Katarzyna Kozak – Inés
- Karol Osentowski – Lucio
- Zuzanna Galia – Eugenia
- Mateusz Weber – Leo
- Milena Suszyńska – Camila
- Antoni Scardina – Adrian
- Jacek Król – pan Alvarez
- Joanna Pach-Żbikowska – Luz
- Krzysztof Rogucki – Jaime
- Jarosław Domin – Victor
- Damian Kulec –
  - Esteban,
  - Thompson
- Julia Łukowiak –
  - Francisca,
  - Laura
- Karol Wróblewski – Doktor Karl
- Michał Podsiadło –
  - Thomas Ramirez,
  - Sergio Sabogall
- Przemysław Wyszyński – Giuvanni (odc. 109)
- Mieczysław Morański – doktor (odc. 113-114)
- Bartosz Wesołowski – Doktor Morales (odc. 142)
- Wojciech Chorąży – Doktor Steinberg
- Beata Olga Kowalska – Beatriz Villamil
- Piotr Bąk – Camilo Franco
- Krzysztof Plewako-Szczerbiński – pan Faustino
- Monika Pikuła – pani Perez
- Łukasz Talik

i inni
Śpiewała: Ewelina Lisowska
Lektor: Andrzej Chudy

## Sezony
| Seria | Odcinki | Odcinki            | Premiera serii                                       | Finał serii                                         | Premiera serii                                          | Finał serii                                      |
| ----- | ------- | ------------------ | ---------------------------------------------------- | --------------------------------------------------- | ------------------------------------------------------- | ------------------------------------------------ |
| 1     | 60      | 60                 | 28 września 2015                                     | 18 grudnia 2015                                     | 14 lutego 2017                                          | 27 października 2017                             |
| 2     | 100     | 60 (Cz 1)40 (Cz 2) | 30 maja 2016 (Część 1)24 października 2016 (Część 2) | 19 sierpnia 2016 (Część 1)16 grudnia 2016 (Część 2) | 30 października 2017 (Część 1)1 kwietnia 2019 (Część 2) | 11 maja 2018 (Część 1)8 listopada 2019 (Część 2) |

## Lista odcinków

### Sezon 1
| Nr odcinka w serialu | Nr odcinka w sezonie | Tytuł oryginalny                        | Tytuł polski                         | Pierwsza emisja      | Pierwsza emisja (Polska)  |
| -------------------- | -------------------- | --------------------------------------- | ------------------------------------ | -------------------- | ------------------------- |
| 1                    | 1                    | Nace Franky                             | Narodziny Franky                     | 28 września 2015     | 14 lutego 2017            |
| 2                    | 2                    | Franky fuera de control                 | Franky poza kontrolą                 | 29 września 2015     | 15, 16 lutego 2017        |
| 3                    | 3                    | ¿Donde está Franky?                     | Gdzie jest Franky?                   | 30 września 2015     | 17, 20 lutego 2017        |
| 4                    | 4                    | Franky y sus huéspedes                  | Franky i jej Goście                  | 1 października 2015  | 21, 26 lutego 2017        |
| 5                    | 5                    | Franky vs. Christian                    | Franky kontra Christian              | 2 października 2015  | 23, 24 lutego 2017        |
| 6                    | 6                    | Franky sin batería                      | Franky bez baterii                   | 5 października 2015  | 27, 28 lutego 2017        |
| 7                    | 7                    | El secreto de Franky                    | Sekret Franky                        | 6 października 2015  | 1, 2 marca 2017           |
| 8                    | 8                    | Franky fuera de tono                    | Franky poza tonem                    | 7 października 2015  | 3, 6 marca 2017           |
| 9                    | 9                    | Franky es extraterrestre                | Franky jest kosmitką                 | 8 października 2015  | 7, 8 marca 2017           |
| 10                   | 10                   | Franky y Roby sin secretos              | Franky i Roby bez sekretów           | 9 października 2015  | 9, 10 marca 2017          |
| 11                   | 11                   | La abuela de Franky: Tecnología Cero    | Babcia Franky: Technologia Zero      | 12 października 2015 | 13, 14 marca 2017         |
| 12                   | 12                   | Franky y Roby cambian de cuerpo         | Franky i Roby zmiana ciał            | 13 października 2015 | 15, 16 marca 2017         |
| 13                   | 13                   | Franky y Roby famosos                   | Sławni Franky i Roby                 | 14 października 2015 | 17, 20 marca 2017         |
| 14                   | 14                   | Franky y Roby: un amor de novela        | Franky i Roby: w miłosnej telenoweli | 15 października 2015 | 21, 22 marca 2017         |
| 15                   | 15                   | Franky y sus dos novios                 | Franky i jej dwóch chłopaków         | 16 października 2015 | 23, 24 marca 2017         |
| 16                   | 16                   | Franky salva el Cyber                   | Franky ratuje Cyber                  | 19 października 2015 | 27, 28 marca 2017         |
| 17                   | 17                   | Franky, no me olvides                   | Franky nie zapomnij mnie             | 20 października 2015 | 29, 30 marca 2017         |
| 18                   | 18                   | Franky y Roby fuera de contagios        | Franky i Roby unikają epidemii       | 21 października 2015 | 31 marca, 3 kwietnia 2017 |
| 19                   | 19                   | Franky y Roby adoptados                 | Adoptowani Franky i Roby             | 22 października 2015 | 4, 5 kwietnia 2017        |
| 20                   | 20                   | Franky y Roby clonados                  | Klony Franky i Roby’ego              | 23 października 2015 | 6, 7 kwietnia 2017        |
| 21                   | 21                   | Franky y Roby y una guerra de clones    | Franky i Roby i wojna klonów         | 26 października 2015 | 10, 11 kwietnia 2017      |
| 22                   | 22                   | Franky la más buena de las buenas       | Franky najbardziej dobra z dobrych   | 27 października 2015 | 12, 13 kwietnia 2017      |
| 23                   | 23                   | Franky en comedia musical               | Franky w komedii muzycznej           | 28 października 2015 | 14, 17 kwietnia 2017      |
| 24                   | 24                   | Franky conoce de la tristeza            | Franky poznaje smutek                | 29 października 2015 | 18, 19 kwietnia 2017      |
| 25                   | 25                   | Las lágrimas de Franky                  | Łzy Franky                           | 30 października 2015 | 20, 21 kwietnia 2017      |
| 26                   | 26                   | Franky bloquea a Tamara                 | Franky blokuje Tamarę                | 2 listopada 2015     | 24, 25 kwietnia 2017      |
| 27                   | 27                   | Franky y su primera fiesta              | Franky i jej pierwsza impreza        | 3 listopada 2015     | 26, 27 kwietnia 2017      |
| 28                   | 28                   | Franky está celosa                      | Franky jest zazdrosna                | 4 listopada 2015     | 27 kwietnia, 1 maja 2017  |
| 29                   | 29                   | Franky sin pasado                       | Franky bez przeszłości               | 5 listopada 2015     | 2, 3 maja 2017            |
| 30                   | 30                   | Franky tuvo un sueño                    | Franky miała sen                     | 6 listopada 2015     | 4, 5 maja 2017            |
| 31                   | 31                   | Franky tiene corazón                    | Franky ma serce                      | 9 listopada 2015     | 8, 9 maja 2017            |
| 32                   | 32                   | Franky vs. Roby                         | Franky kontra Roby                   | 10 listopada 2015    | 10, 11 maja 2017          |
| 33                   | 33                   | Franky a San Diego                      | Franky w San Diego                   | 11 listopada 2015    | 12, 15 maja 2017          |
| 34                   | 34                   | Franky en peligro                       | Franky w niebezpieczeństwie          | 12 listopada 2015    | 16, 17 maja 2017          |
| 35                   | 35                   | Franky una chica normal                 | Franky, normalna dziewczyna          | 13 listopada 2015    | 18, 19 maja 2017          |
| 36                   | 36                   | Franky, una nuera ideal                 | Franky, idealna synowa               | 16 listopada 2015    | 22, 23 maja 2017          |
| 37                   | 37                   | Franky y Roby inseparables              | Franky i Roby – nierozłączni         | 17 listopada 2015    | 24, 25 maja 2017          |
| 38                   | 38                   | Franky a prueba de agua                 | Pruba wody Franky                    | 18 listopada 2015    | 26, 29 maja 2017          |
| 39                   | 39                   | Franky y su amigo secreto               | Franky i jej sekretny przyjaciel     | 19 listopada 2015    | 30, 31 maja 2017          |
| 40                   | 40                   | Franky y el campamento escolar          | Franky i obóz szkolny                | 20 listopada 2015    | 1, 2 czerwca 2017         |
| 41                   | 41                   | Franky bajo el poder de Clara           | Franky we władzy Clary               | 23 listopada 2015    | 5, 6 czerwca 2017         |
| 42                   | 42                   | El blog de Franky                       | Blog Franky                          | 24 listopada 2015    | 7, 8 czerwca 2017         |
| 43                   | 43                   | Franky, la película                     | Franky – film                        | 25 listopada 2015    | 9, 12 czerwca 2017        |
| 44                   | 44                   | Franky y la Loba                        | Franky i Wilunia                     | 26 listopada 2015    | 13, 14 czerwca 2017       |
| 45                   | 45                   | Franky en busca de la felicidad         | Franky w poszukiwaniu szczęścia      | 27 listopada 2015    | 15, 16 czerwca 2017       |
| 46                   | 46                   | Franky descubre su vocación             | Franky odkrywa swoje powołanie       | 30 listopada 2015    | 18, 19 września 2017      |
| 47                   | 47                   | Franky tiene una amiga peligrosa        | Franky ma groźną przyjaciółkę        | 1 grudnia 2015       | 20, 21 września 2017      |
| 48                   | 48                   | Franky en el bosque                     | Franky w lesie                       | 2 grudnia 2015       | 22, 25 września 2017      |
| 49                   | 49                   | La lotería                              | Loteria                              | 3 grudnia 2015       | 26, 27 września 2017      |
| 50                   | 50                   | Franky salva el colegio                 | Franky ratuje szkołę                 | 4 grudnia 2015       | 28, 29 września 2017      |
| 51                   | 51                   | Franky y Robby sin red                  | Franky i Roby bez sieci              | 7 grudnia 2015       | 2, 3 października 2017    |
| 52                   | 52                   | Franky y una buena acción               | Franky i dobre uczynki               | 8 grudnia 2015       | 4, 5 października 2017    |
| 53                   | 53                   | Franky en la final del App-A-Thon       | Franky w finale App-a-thonu          | 9 grudnia 2015       | 6, 9 października 2017    |
| 54                   | 54                   | Franky y Robby tienen telepatía         | Franky i Roby mają telepatię         | 10 grudnia 2015      | 10, 11 października 2017  |
| 55                   | 55                   | ¿Una chica peligrosa?                   | Niebezpieczna dziewczyna?            | 11 grudnia 2015      | 12, 13 października 2017  |
| 56                   | 56                   | Franky y la abuela de Christian         | Franky i babcia Christiana           | 14 grudnia 2015      | 16, 17 października 2017  |
| 57                   | 57                   | Franky una chica responsable            | Franky, odpowiedzialna dziewczyna    | 15 grudnia 2015      | 18, 19 października 2017  |
| 58                   | 58                   | El Concurso de los Androides (Parte I)  | Konkurs androidów (część I)          | 16 grudnia 2015      | 20, 23 października 2017  |
| 59                   | 59                   | El Concurso de los Androides (Parte II) | Konkurs androidów (część II)         | 17 grudnia 2015      | 24, 25 października 2017  |
| 60                   | 60                   | Franky: ¡El Gran Final!                 | Franky: Wielki finał                 | 18 grudnia 2015      | 26, 27 października 2017  |

### Sezon 2 część 1
| Nr odcinka w serialu | Nr odcinka w sezonie | Tytuł oryginalny                              | Tytuł polski                                | Pierwsza emisja  | Pierwsza emisja (Polska)   |
| -------------------- | -------------------- | --------------------------------------------- | ------------------------------------------- | ---------------- | -------------------------- |
| 61                   | 1                    | El regreso de Franky                          | Powrót Franky                               | 30 maja 2016     | 30, 31 października 2017   |
| 62                   | 2                    | Mi novia es un robot                          | Moja dziewczyna jest robotem                | 31 maja 2016     | 1, 2 listopada 2017        |
| 63                   | 3                    | Franky y Tamara, a todo o nada                | Franky i Tamara, wszystko lub nic           | 1 czerwca 2016   | 3, 6 listopada 2017        |
| 64                   | 4                    | Franky vs. la Liga Anti-Robot                 | Franky kontra Liga Anty-robotyczna          | 2 czerwca 2016   | 7, 8 listopada 2017        |
| 65                   | 5                    | Franky, el fin del amor                       | Koniec miłości Franky                       | 3 czerwca 2016   | 9, 10 listopada 2017       |
| 66                   | 6                    | La nueva vida de Franky                       | Nowe życie Franky                           | 6 czerwca 2016   | 13, 14 listopada 2017      |
| 67                   | 7                    | Franky y sus androides                        | Franky i jej androidy                       | 7 czerwca 2016   | 15, 16 listopada 2017      |
| 68                   | 8                    | Franky y la gemela                            | Franky i bliżniaczka                        | 8 czerwca 2016   | 17, 20 listopada 2017      |
| 69                   | 9                    | La desilusión de Franky                       | Rozczarowanie Franky                        | 9 czerwca 2016   | 21, 22 listopada 2017      |
| 70                   | 10                   | Franky y el chip de la maldad                 | Franky i chip zła                           | 10 czerwca 2016  | 23, 24 listopada 2017      |
| 71                   | 11                   | Franky provoca epidemia de besos              | Franky powoduje epidemię całowania          | 13 czerwca 2016  | 27, 28 listopada 2017      |
| 72                   | 12                   | Franky y Christian, un amor secreto           | Franky i Christian, sekretna miłość         | 14 czerwca 2016  | 29, 30 listopada 2017      |
| 73                   | 13                   | ¿Franky y Trece son novios?                   | Franky i Trzynasty są parą?                 | 15 czerwca 2016  | 1,4 grudnia 2017           |
| 74                   | 14                   | Franky, la obsesión de Trece                  | Franky, obsesja Trzynastego                 | 16 czerwca 2016  | 5, 6 grudnia 2017          |
| 75                   | 15                   | La ira de Franky                              | Gniew Franky                                | 17 czerwca 2016  | 7, 8 grudnia 2017          |
| 76                   | 16                   | Franky descubre a su mamá                     | Franky odkrywa swoją matkę                  | 20 czerwca 2016  | 11, 12 grudnia 2017        |
| 77                   | 17                   | Franky en peligro                             | Franky i jej przyjaciółka z dzieciństwa     | 21 czerwca 2016  | 13, 14 grudnia 2017        |
| 78                   | 18                   | Franky y su amiga de la infancia              | Franky w niebezpieczeństwie                 | 22 czerwca 2016  | 15, 18 grudnia 2017        |
| 79                   | 19                   | La abuela de Franky: El regreso               | Powrót babci Franky                         | 23 czerwca 2016  | 19, 20 grudnia 2017        |
| 80                   | 20                   | Franky y el gran androide                     | Franky i wielki android                     | 24 czerwca 2016  | 21, 22 grudnia 2017        |
| 81                   | 21                   | Franky y los falsos androides                 | Franky i fałszywe androidy                  | 27 czerwca 2016  | 15, 16 stycznia 2018       |
| 82                   | 22                   | Las manos de Franky                           | Ręce Franky                                 | 28 czerwca 2016  | 17, 18 stycznia 2018       |
| 83                   | 23                   | Franky y la máquina de detectar androides     | Franky i maszyna wykrywająca androidy       | 29 czerwca 2016  | 19, 22 stycznia 2018       |
| 84                   | 24                   | Franky protegida por mamá                     | Franky chroniona przez mamę                 | 30 czerwca 2016  | 23, 24 stycznia 2018       |
| 85                   | 25                   | Franky, una competidora desleal               | Franky, nielojalny konkurent                | 1 lipca 2016     | 25, 26 stycznia 2018       |
| 86                   | 26                   | ¿Franky es una mentirosa?                     | Franky jest kłamcą?                         | 4 lipca 2016     | 29, 30 stycznia 2018       |
| 87                   | 27                   | Franky tiene olfato                           | Franky ma zmysł węchu                       | 5 lipca 2016     | 31 stycznia, 1 lutego 2018 |
| 88                   | 28                   | Franky tiene poderes                          | Franky ma moce                              | 6 lipca 2016     | 2, 5 lutego 2018           |
| 89                   | 29                   | Franky está ansiosa                           | Franky jest niespokojna                     | 7 lipca 2016     | 6, 7 lutego 2018           |
| 90                   | 30                   | Franky canta en vivo                          | Franky śpiewa na żywo                       | 8 lipca 2016     | 8, 9 lutego 2018           |
| 91                   | 31                   | Franky y sus androides al descubrimiento      | Franky i jej androidy zdemaskowane          | 11 lipca 2016    | 12, 13 lutego 2018         |
| 92                   | 32                   | El liderazgo de Franky                        | Przywództwo Franky                          | 12 lipca 2016    | 14, 15 lutego 2018         |
| 93                   | 33                   | Franky y su otra abuela, la lucha continúa    | Franky i jej druga babcia, walka trwa dalej | 13 lipca 2016    | 16, 19 lutego 2018         |
| 94                   | 34                   | Franky en busca de Roby                       | Franky w poszukiwaniu Roby’ego              | 14 lipca 2016    | 20, 21 lutego 2018         |
| 95                   | 35                   | Franky + Fiesta                               | Franky + Impreza                            | 15 lipca 2016    | 22, 23 lutego 2018         |
| 96                   | 36                   | Franky al rescate de Roby                     | Franky na ratunek Roby                      | 18 lipca 2016    | 26, 27 lutego 2018         |
| 97                   | 37                   | ¿Franky enamorada de Andromax?                | Franky zakochana w Andromaxie               | 19 lipca 2016    | 28 lutego 1 marca 2018     |
| 98                   | 38                   | Franky y Christian, separados por Dulce       | Franky i Christian, rozdzieleni przez Dulce | 20 lipca 2016    | 2, 5 marca 2018            |
| 99                   | 39                   | Franky y la prueba de la fidelidad            | Franky i próba wierności                    | 21 lipca 2016    | 6, 7 marca 2018            |
| 100                  | 40                   | Franky ya no es Franky                        | Franky nie jest już Franky                  | 22 lipca 2016    | 8, 9 marca 2018            |
| 101                  | 41                   | El fan de Franky                              | Fan Franky                                  | 25 lipca 2016    | 12, 13 marca 2018          |
| 102                  | 42                   | Los defectos de Franky                        | Wady Franky                                 | 26 lipca 2016    | 14, 15 marca 2018          |
| 103                  | 43                   | Franky en cortocircuito                       | Franky w skrócie                            | 27 lipca 2016    | 16, 19 marca 2018          |
| 104                  | 44                   | Franky tiene pereza                           | Franky ma lenia                             | 28 lipca 2016    | 20, 21 marca 2018          |
| 105                  | 45                   | Franky, una chica virtual                     | Franky, wirtualna dziewczyna                | 29 lipca 2016    | 22, 23 marca 2018          |
| 106                  | 46                   | Franky y la fiesta de disfraces               | Franky i impreza z kostiumami               | 1 sierpnia 2016  | 26, 27 marca 2018          |
| 107                  | 47                   | Franky y Benjamín son hermanos                | Franky i Benjamin są rodzeństwem            | 2 sierpnia 2016  | 28, 29 marca 2018          |
| 108                  | 48                   | Franky y el libro de los secretos             | Franky i sekretna książka                   | 3 sierpnia 2016  | 30 marca, 2 kwietnia 2018  |
| 109                  | 49                   | Franky puede comer helado                     | Franky idzie na lody                        | 4 sierpnia 2016  | 3, 4 kwietnia 2018         |
| 110                  | 50                   | Franky al rescate de mamá                     | Franky na ratunek mamie                     | 5 sierpnia 2016  | 5, 6 kwietnia 2018         |
| 111                  | 51                   | Franky tiene gripe                            | Franky ma grypę                             | 8 sierpnia 2016  | 9, 10 kwietnia 2018        |
| 112                  | 52                   | Franky y el súper exterminador                | Franky i super exterminador                 | 9 sierpnia 2016  | 11, 12 kwietnia 2018       |
| 113                  | 53                   | Franky: prototipo DOCE                        | Franky prototypem DOCE                      | 10 sierpnia 2016 | 13, 16 kwietnia 2018       |
| 114                  | 54                   | Franky y el secreto de Roby                   | Franky i sekret Roby’ego                    | 11 sierpnia 2016 | 17, 18 kwietnia 2018       |
| 115                  | 55                   | Franky en la semifinal del concurso de bandas | Franky w półfinale konkursu zespołowego     | 12 sierpnia 2016 | 19, 20 kwietnia 2018       |
| 116                  | 56                   | Franky y Brigitte, la nueva presidente de EGG | Franky i Brigitte, nowy prezes EGG          | 15 sierpnia 2016 | 23, 24 kwietnia 2018       |
| 117                  | 57                   | ¿Franky es un robot?                          | Franky jest robotem?                        | 16 sierpnia 2016 | 25, 26 kwietnia 2018       |
| 118                  | 58                   | Franky y la aceptación de los androides       | Franky i akceptacja androidów               | 17 sierpnia 2016 | 27, 30 kwietnia 2018       |
| 119                  | 59                   | El final de Franky y sus Androides            | Koniec Franky i jej androidów               | 18 sierpnia 2016 | 1, 2 maja 2018             |
| 120                  | 60                   | Franky atrapada sin salida                    | Franky uwięziona bez wyjścia                | 19 sierpnia 2016 | 11 maja 2018               |

### Sezon 2 część 2
| Nr odcinka w serialu | Nr odcinka w sezonie | Tytuł oryginalny                            | Tytuł polski                                | Pierwsza emisja      | Pierwsza emisja (Polska) |
| -------------------- | -------------------- | ------------------------------------------- | ------------------------------------------- | -------------------- | ------------------------ |
| 121                  | 61                   | Franky y la androide misteriosa             | Franky i tajemniczy android                 | 24 października 2016 | 1 kwietnia 2019          |
| 122                  | 62                   | Franky en el talk show                      | Franky w talk show                          | 25 października 2016 | 3 kwietnia 2019          |
| 123                  | 63                   | Franky regresa al colegio                   | Franky wraca do szkoły                      | 26 października 2016 | 5 kwietnia 2019          |
| 124                  | 64                   | Franky entre el bien y el mal               | Franky między dobrem i złem                 | 27 października 2016 | 9, 10 kwietnia 2019      |
| 125                  | 65                   | Un androide para Franky                     | Android dla Franky                          | 28 października 2016 | 11, 12 kwietnia 2019     |
| 126                  | 66                   | Franky en busca de la memoria perdida       | Franky w poszukiwaniu zagubionej pamięci    | 31 października 2016 | 15,16 kwietnia 2019      |
| 127                  | 67                   | Franky y el androide espía                  | Franky i szpiegujący android                | 1 listopada 2016     | 17, 18 kwietnia 2019     |
| 128                  | 68                   | Franky tiene un tic nervioso                | Franky ma nerwowe triki                     | 2 listopada 2016     | 19, 22 kwietnia 2019     |
| 129                  | 69                   | Franky y el back-up equivocado              | Franky i niewłaściwy back-up                | 3 listopada 2016     | 23, 24 kwietnia 2019     |
| 130                  | 70                   | Franky y Christian, juntos otra vez         | Franky i Christian, znów razem              | 4 listopada 2016     | 25, 26 kwietnia 2019     |
| 131                  | 71                   | Franky, un androide leal                    | Franky, lojalny android                     | 7 listopada 2016     | 29 kwietnia 2019         |
| 132                  | 72                   | Franky y la graduación de los androides     | Franky i ukończenie androidów               | 8 listopada 2016     | 1 maja 2019              |
| 133                  | 73                   | Franky en busca de Luz                      | Franky w poszukiwaniu Luz                   | 9 listopada 2016     | 3, 6 maja 2019           |
| 134                  | 74                   | Franky y el virus de la mentira             | Franky i wirus kłamstwa                     | 10 listopada 2016    | 7, 8 maja 2019           |
| 135                  | 75                   | Franky y Clara en el pasado: (Parte I)      | Franky i Clara w przeszłości: (część 1)     | 11 listopada 2016    | 9, 10 maja 2019          |
| 136                  | 76                   | Franky y Clara en el pasado: (Parte II)     | Franky i Clara w przeszłości: (część 2)     | 14 listopada 2016    | 13, 14 maja 2019         |
| 137                  | 77                   | Franky muñeca                               | Lalka Franky                                | 15 listopada 2016    | 15, 16 maja 2019         |
| 138                  | 78                   | Franky y la huelga de padres                | Franky i strajk ojców                       | 16 listopada 2016    | 17, 20 maja 2019         |
| 139                  | 79                   | Franky y Christian… Androide                | Franky i Christian android                  | 17 listopada 2016    | 21, 22 maja 2019         |
| 140                  | 80                   | ¿Quién creó a Christian Androide?           | Kto stworzył Christiana Androida?           | 18 listopada 2016    | 23, 24 maja 2019         |
| 141                  | 81                   | Franky y la app del sueño                   | Franky i aplikacja do spania                | 21 listopada 2016    | 27, 28 maja 2019         |
| 142                  | 82                   | Franky y los androides enfermeros           | Franky i pielęgniarki, androidy             | 22 listopada 2016    | 29, 30 maja 2019         |
| 143                  | 83                   | Franky y las elecciones escolares           | Franky i wybory szkolne                     | 23 listopada 2016    | 31 maja, 3 czerwca 2019  |
| 144                  | 84                   | Franky y el edificio embrujado              | Franky i nawiedzony budynek                 | 24 listopada 2016    | 4, 5 czerwca 2019        |
| 145                  | 85                   | Franky y el viaje de las madres             | Franky i wyjazd matek                       | 25 listopada 2016    | 6, 7 czerwca 2019        |
| 146                  | 86                   | Franky recupera la memoria                  | Franky odzyskuje pamięć                     | 28 listopada 2016    | 10, 11 czerwca 2019      |
| 147                  | 87                   | Franky, animadora infantil                  | Franky, animatorka przyjęcia                | 29 listopada 2016    | 12, 13 czerwca 2019      |
| 148                  | 88                   | Franky y las termitas devora metales        | Franky i termity zjadające metal            | 30 listopada 2016    | 14, 17 czerwca 2019      |
| 149                  | 89                   | Franky en peligro de desaparecer            | Franky grozi zniknięcie                     | 1 grudnia 2016       | 18, 19 czerwca 2019      |
| 150                  | 90                   | Franky, Loli y Tamara: Súper Detectives     | Franky, Loli i Tamara: super detektywi      | 2 grudnia 2016       | 20, 21 czerwca 2019      |
| 151                  | 91                   | Franky y el archivo confidencial            | Franky i poufny plik                        | 5 grudnia 2016       | 14, 15 października 2019 |
| 152                  | 92                   | Franky, una amiga incondicional             | Franky, bezwarunkowy przyjaciel             | 6 grudnia 2016       | 16, 17 października 2019 |
| 153                  | 93                   | Franky y el viaje de graduación: (Parte I)  | Franky i wyjazd dyplomowy: (część I)        | 7 grudnia 2016       | 18, 21 października 2019 |
| 154                  | 94                   | Franky y el viaje de graduación: (Parte II) | Franky i wyjazd dyplomowy: (część II)       | 8 grudnia 2016       | 22, 23 października 2019 |
| 155                  | 95                   | Franky: La verdad sale a la luz             | Franky: Prawda wyjdzie na jaw               | 9 grudnia 2016       | 24, 25 października 2019 |
| 156                  | 96                   | Franky vuelve al futuro                     | Franky powraca do przyszłości               | 12 grudnia 2016      | 28, 29 października 2019 |
| 157                  | 97                   | Franky en busca del prototipo perdido       | Franky w poszukiwaniu zaginionego prototypu | 13 grudnia 2016      | 30, 31 października 2019 |
| 158                  | 98                   | Franky y Luz unidas para siempre            | Franky i Luz zjednoczone na zawsze          | 14 grudnia 2016      | 1, 4 listopada 2019      |
| 159                  | 99                   | Franky y la batalla final: (Parte I)        | Franky i ostateczna bitwa: (część 1)        | 15 grudnia 2016      | 5, 6 listopada 2019      |
| 160                  | 100                  | Franky y la batalla final: (Parte II)       | Franky i ostateczna bitwa: (część 2)        | 16 grudnia 2016      | 7, 8 listopada 2019      |